# Sanremo-Festival 1987
Die 37. Ausgabe des Festival della Canzone Italiana di Sanremo fand 1987 vom 4. bis zum 7. Februar im Teatro Ariston in Sanremo statt und wurde von Pippo Baudo zusammen mit Carlo Massarini moderiert.

## Ablauf

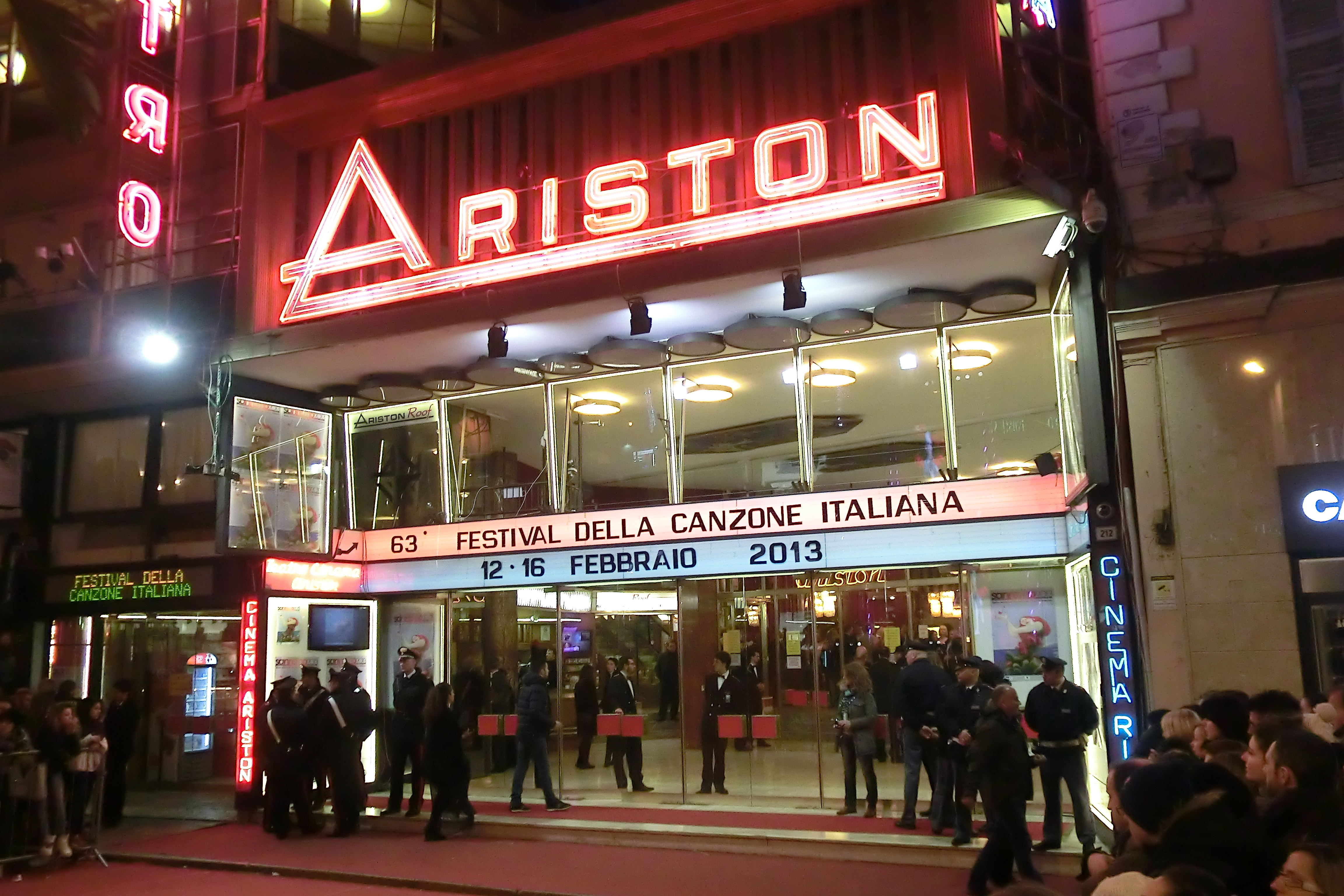
Das Ariston-Theater, Veranstaltungsort des Sanremo-Festivals

Nachdem Gianni Ravera im Mai 1986 verstorben war, übernahm sein Sohn Marco 1987 die Organisation des Festivals. In diesem Jahr wurde die Veranstaltung von drei auf vier Abende verlängert und die Teilnehmerzahl stieg auf 40, davon 24 in der Haupt- und 16 in der Newcomer-Kategorie. Es blieb bei Auftritten in Halbplayback. Als Moderator kehrte Pippo Baudo zurück, nun zum vierten Mal in dieser Rolle. Baudo war bemüht, das Zeremoniell des Festivals aufzulockern, und führte ein kurzes Gespräch mit den Teilnehmern vor ihren Auftritten ein; auch eine eigene Talkshow am dritten Abend sollte für Abwechslung sorgen. Eine weitere Neuerung war die Palarock-Bühne in der Nähe des Ariston-Theaters, auf der eine Vielzahl internationaler Gäste auftrat; die Moderation übernahm dort Carlo Massarini.
Unter den Teilnehmern dieser Ausgabe galt von vornherein das Trio aus Gianni Morandi, Enrico Ruggeri und Umberto Tozzi als Favorit. Viele weitere bekannte Namen waren im Rennen, darunter Toto Cutugno, Ricchi e Poveri, Marcella, Luca Barbarossa, Christian, Al Bano & Romina Power, Fausto Leali, Nada und Fiorella Mannoia. Am Ende konnten sich die Favoriten vor Cutugno (der als Autor auch die Plätze vier, fünf und sieben belegen konnte) und Al Bano & Romina Power durchsetzen. Bei den Newcomern gewann Michele Zarrillo, der bereits zum dritten Mal teilgenommen hatte. Das Finale wurde allerdings vom Tod Claudio Villas überschattet, der mitten im Finalabend bekanntgegeben wurde.

## Teilnehmende Beiträge

### Big
- Sieger

| Platzierung | Interpret                                     | Lied                           | Autoren                                                             | Stimmen   |
| ----------- | --------------------------------------------- | ------------------------------ | ------------------------------------------------------------------- | --------- |
| 1           | Gianni Morandi, Enrico Ruggeri, Umberto Tozzi | Si può dare di più             | Giancarlo Bigazzi, Umberto Tozzi, Raf                               | 5.575.402 |
| 2           | Toto Cutugno                                  | Figli                          | Toto Cutugno                                                        | 5.299.344 |
| 3           | Al Bano & Romina Power                        | Nostalgia canaglia             | Vito Pallavicini, Willy Molco, Al Bano, Romina Power, Vito Mercurio | 4.415.396 |
| 4           | Fausto Leali                                  | Io amo                         | Toto Cutugno, Fausto Leali, Franco Fasano, Italo Ianne              | 2.390.316 |
| 5           | Peppino Di Capri                              | Il sognatore                   | Toto Cutugno, Depsa                                                 | 2.113.446 |
| 6           | Marcella                                      | Tanti auguri                   | Gino Paoli, Gianni Bella                                            | 1.833.606 |
| 7           | Ricchi e Poveri                               | Canzone d’amore                | Toto Cutugno, Giancarlo Rampazzo, Dario Farina                      | 1.452.680 |
| 8           | Fiorella Mannoia                              | Quello che le donne non dicono | Enrico Ruggeri, Luigi Schiavone                                     | 1.082.624 |
| 9           | Luca Barbarossa                               | Come dentro un film            | Luca Barbarossa                                                     | 916.812   |
| 10          | Christian                                     | Aria e musica                  | Silvio Amato, Franco Morgia                                         | 785.680   |
| 11          | Lena Biolcati                                 | Vita mia                       | Stefano D’Orazio, Marco Tansini                                     | 709.660   |
| 12          | Rossana Casale                                | Destino                        | Guido Morra, Maurizio Fabrizio                                      | 680.548   |
| 13          | Flavia Fortunato                              | Canto per te                   | Elio Palumbo, Antonello De Sanctis, Miro Banis                      | 536.624   |
| 14          | Dori Ghezzi                                   | E non si finisce mai           | Adelio Cogliati, Piero Cassano                                      | 435.910   |
| 15          | Eduardo De Crescenzo                          | L’odore del mare               | Guido Morra, Eduardo De Crescenzo, Maurizio Fabrizio                | 411.300   |
| 16          | Scialpi                                       | Bella età                      | Franco Migliacci, Giovanni Scialpi, Roberto Zaneli                  | 411.204   |
| 17          | Le Orme                                       | Dimmi che cos’è                | Aldo Tagliapietra                                                   | 383.604   |
| 18          | Mango                                         | Dal cuore in poi               | Alberto Salerno, Armando Mango, Giuseppe Mango                      | 372.014   |
| 19          | Tony Esposito                                 | Sinuè                          | Gianluigi Di Franco, Tony Esposito, Remo Licastro                   | 345.802   |
| 20          | Patty Pravo                                   | Pigramente signora             | Mauro Arnaboldi, Franca Evangelisti                                 | 300.072   |
| 21          | Sergio Caputo                                 | Il Garibaldi innamorato        | Sergio Caputo                                                       | 239.840   |
| 22          | Mario Castelnuovo                             | Madonna di Venere              | Mario Castelnuovo                                                   | 225.316   |
| 23          | Nino Buonocore                                | Rosanna                        | Nino Buonocore                                                      | 188.224   |
| 24          | Nada                                          | Bolero                         | Gerry Manzoli                                                       | 104.214   |

### Nuove Proposte
- Sieger
- In der Vorrunde ausgeschieden

| Platzierung | Interpret        | Lied                        | Autoren                                                                | Stimmen |
| ----------- | ---------------- | --------------------------- | ---------------------------------------------------------------------- | ------- |
| 1           | Michele Zarrillo | La notte dei pensieri       | Luigi Albertelli, Luigi Lopez, Daniele Baima Besquet, Michele Zarrillo | 1.225   |
| 2           | Miki             | Straniero                   | Michele Porru, Marco Tansini                                           | 1.175   |
| 3           | Future           | Briciole di pane            | Maurizio Festuccia                                                     | 1.161   |
| 4           | Andrea Mirò      | Notte di Praga              | A. Istroni, Graziano Pegoraro                                          | 1.086   |
| 5           | Enrico Cifiello  | Un bacio alla mia età       | Silvio Testi, Roberto Zaneli, Romano Musumarra                         | 1.052   |
| 6           | Claudio Patti    | La forza della mente        | Claudio Patti, Norina Piras                                            | 1.003   |
| 7           | Ricky Palazzolo  | In volo nel futuro          | Alberto Salerno, Renato Brioschi                                       | 990     |
| 8           | Mariella Nava    | Fai piano                   | Mariella Nava                                                          | 849     |
|             | Chiari e Forti   | Campi d’atterraggio         | Cheope, Ottavio Angelillo                                              |         |
|             | Umberto Marzotto | Conta chi canta             | Umberto Marzotto                                                       |         |
|             | Paolo Scheriani  | L’esteta                    | Paolo Scheriani, Gianni Farè                                           |         |
|             | Teo              | Ma che bella storia         | Enzo Miceli, Gaetano Lorefice                                          |         |
|             | Alessandro Bono  | Nel mio profondo fondo      | Alessandro Pizzamiglio                                                 |         |
|             | Berger           | Non cadere mai in ginocchio | Alberto Salerno, Annibale Bartolozzi                                   |         |
|             | Paola Turci      | Primo tango                 | Gaio Chiocchio, Mario Castelnuovo, Roberto Righini                     |         |
|             | Charley Deanesi  | Stringimi le mani           | Roberto Ferri, Charley Deanesi                                         |         |

## Erfolge
Das Siegerlied konnte im Anschluss auch die Chartspitze erreichen; weitere neun Festivalbeiträge erreichten die Top 25 der italienischen Singlecharts, darunter auch das Siegerlied der Newcomer-Kategorie. Unter den auftretenden Gästen waren nach dem Festival Simply Red und Whitney Houston am erfolgreichsten.
Italien schickte Umberto Tozzi auch zum Eurovision Song Contest 1987, wo er zusammen mit Raf das Lied Gente di mare präsentierte und den dritten Platz erreichte.

| Jahr                                         | Titel Interpret                                 | Höchstplatzierung, Gesamtwochen, AuszeichnungChartsChartplatzierungen (Jahr, Titel, Interpret, Platzierungen, Wochen, Auszeichnungen, Anmerkungen) | Anmerkungen        |
| Jahr                                         | Titel Interpret                                 | IT | Anmerkungen        |
| -------------------------------------------- | ----------------------------------------------- | --- | ------------------ |
| 1987                                         | Si può dare di più Morandi/Ruggeri/Tozzi        | IT1 (16 Wo.)IT | Platz 1            |
| 1987                                         | Io amo Fausto Leali                             | IT2 (15 Wo.)IT | Platz 4            |
| 1987                                         | Figli Toto Cutugno                              | IT5 (10 Wo.)IT | Platz 2            |
| 1987                                         | Nostalgia canaglia Al Bano & Romina Power       | IT10 (8 Wo.)IT | Platz 3            |
| 1987                                         | La notte dei pensieri Michele Zarrillo          | IT11 (9 Wo.)IT | Platz 1 (Newcomer) |
| 1987                                         | Quello che le donne non dicono Fiorella Mannoia | IT14 (11 Wo.)IT | Platz 8            |
| 1987                                         | Destino Rossana Casale                          | IT16 (5 Wo.)IT | Platz 12           |
| 1987                                         | Dimmi che cos’è Le Orme                         | IT18 (3 Wo.)IT | Platz 17           |
| 1987                                         | Pigramente signora Patty Pravo                  | IT18 (3 Wo.)IT | Platz 20           |
| 1987                                         | Il sognatore Peppino Di Capri                   | IT21 (3 Wo.)IT | Platz 5            |
| Weitere Charterfolge aus dem Festivalumfeld: |                                                 | |                    |
|                                              |                                                 | |                    |
| 1987                                         | The Right Thing Simply Red                      | IT3 (18 Wo.)IT | Gastbeitrag        |
| 1987                                         | All at Once Whitney Houston                     | IT3 (14 Wo.)IT | Gastbeitrag        |
| 1987                                         | How Many Lies? Spandau Ballet                   | IT5 (6 Wo.)IT | Gastbeitrag        |
| 1987                                         | Running in the Family Level 42                  | IT8 (15 Wo.)IT | Gastbeitrag        |
| 1987                                         | Skin Trade Duran Duran                          | IT8 (8 Wo.)IT | Gastbeitrag        |
| 1987                                         | Will You Remember? Eighth Wonder                | IT10 (9 Wo.)IT | Gastbeitrag        |

## Belege
1. ↑  Guido Racca: M&D Borsa Singoli 1960-2019. Selbstverlag, 2019, ISBN 978-1-09-326490-6.